# St. Martin (St. Bernhard)

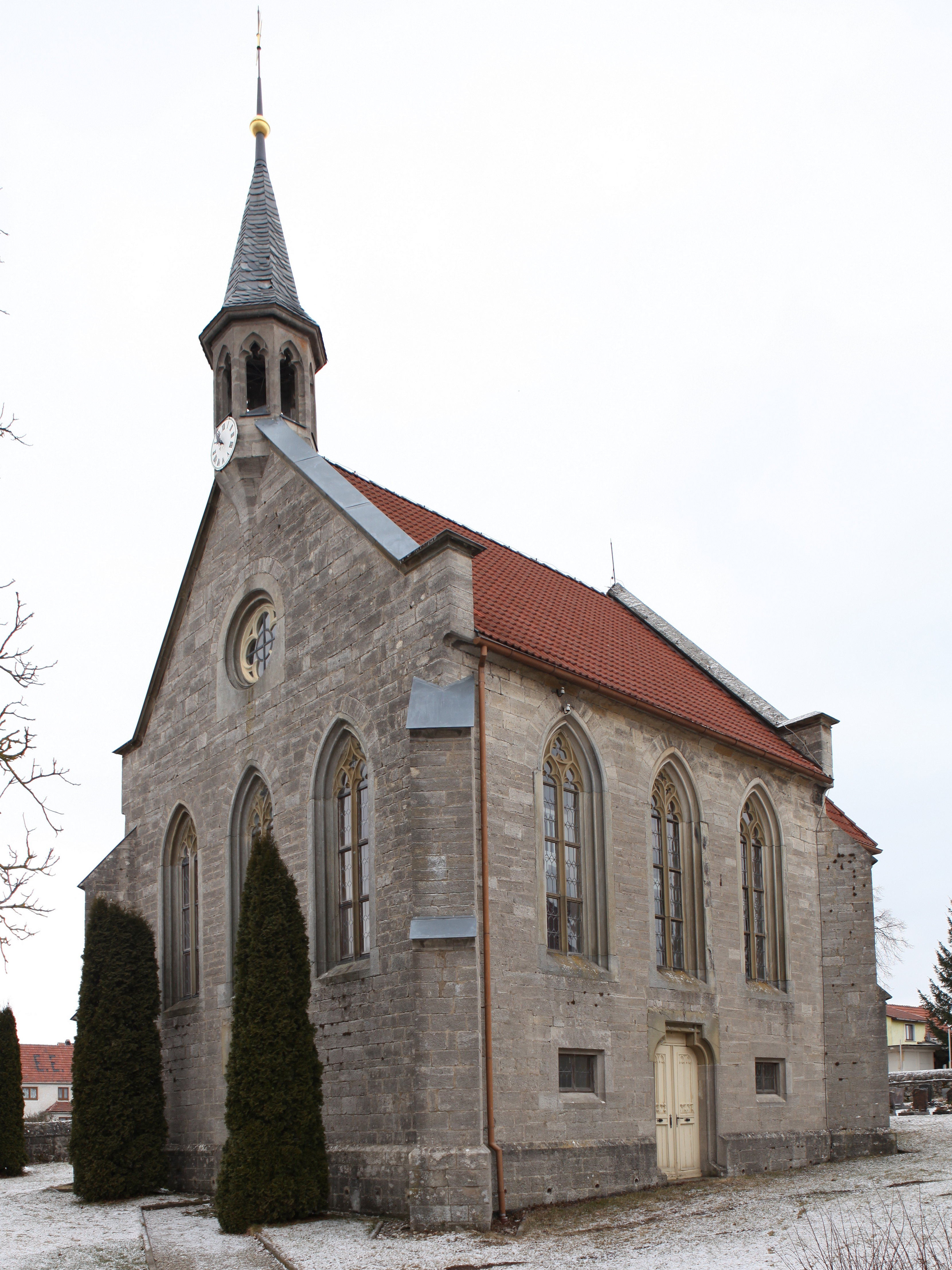
St. Bernhard, Kirche St. Martin

Die evangelisch-lutherische Kirche St. Martin in der Gemeinde St. Bernhard im Landkreis Hildburghausen (Thüringen) wurde 1844 im neugotischen Stil errichtet.

## Baugeschichte
Die Kirche in St. Bernhard soll auf eine frühe Gründung zurückgehen. Sie wurde anfangs von Reurieth aus betreut, später auch von Dingsleben und Henfstädt. Zurzeit ist wieder Reurieth zuständig. Das heutige Gotteshaus wurde von 1842 bis 1844 errichtet und am 12. November eingeweiht. Die Bauleitung des neugotischen, schlicht gestalteten Kirchbaus hatte der Meininger Architekt August Wilhelm Döbner.
Der im Grundriss vier Meter mal 3,8 Meter große Chor entstand aus der Vorgängerkirche. Er hat beidseitig jeweils ein spitzbogiges Fenster mit Maßwerk. Im Kirchenschiff sind die gleichen Fenster, jeweils drei Stück an den drei Seiten vorhanden. Die Eingangsportale haben eine Schulterbogenform. Vier Strebepfeiler stützen die Ecken des Langhauses. Die Westfassade wird oben zusätzlich durch ein Vierpass-Rundfenster verziert und hat einen kleinen Kirchturm, der als achtseitiger, massiver Giebelreiter mit einem Spitzhelm als oberen Abschluss ausgebildet ist. Darin hängen eine kleine Bronzeglocke von 1933 und drei Eisenhartgussglocken, die 1947 gegossen wurden.
Eine Renovierung und Umgestaltung des Innenraums erfolgte von 1931 bis 1933. Neben einer neuen Ausmalung wurde die Kanzel aus dem Altarraum etwas herausgerückt, das Kruzifix an die östliche Chorwand angebracht und der Taufstein mehr zentraler gesetzt.

## Ausstattung
Der Innenraum der Kirche ist seit einer Renovierung 1994 wieder in seiner bauzeitlichen Farbgebung gestaltet. Das Langhaus ist in strahlendem Weiß und kräftigem Blau mit Gold ausgemalt, der Chor in Beige gehalten. Die Orgel mit zehn Registern auf Manual und Pedal ist ein Werk des Schmiedefelder Orgelbaumeisters Michael Schmidt aus dem Jahr 1844 und wurde 1996/97 restauriert. Zur Ausstattung gehört ein mittelalterliches Kruzifix, das vom  Thüringer Museum Eisenach gekauft wurde. Bemerkenswert ist der Taufstein, der auch im Ortswappen dargestellt ist. Dessen Taufbecken wurde 1893 bei Bauarbeiten für die Schule gefunden. Das Alter ist nicht bekannt. Die gemeißelten Reliefs auf dem Taufbecken zeigen keine christlichen Motive, sondern altertümliche Herz- und Raddarstellungen. Der Runenforscher Herman Wirth stufte 1933 den Taufstein als germanischen Opferstein mit einem Alter von mindestens 2000 Jahren ein.